# 鄺秉仁
鄺秉仁（1915年—2014年1月21日），廣東台山人，曾任澳門培正中學校長。鄺氏1934年從廣州培正中學畢業，入讀嶺南大學。1976年至1984年間出任葡屬澳門立法會第一、二屆的澳督委任席位，1983年至1988年出任第六屆全國人民代表大會（廣東省）代表。1981年，鄺氏獲葡萄牙公共教育文職功績司令級勳章，是首位獲頒該勳章的華人。
澳門粵語的歇後語「澳門培正校長——槓畀人」是取其姓名諧音。:92

## 延伸閱讀
- 郑振伟. . 澳门教育史研究丛书. 北京: 中國社會科學出版社. 2009. ISBN 9787500481256.